# Televisa San Ángel

Televisa San Angel (originalmente Estúdios e Laboratórios San Angel S.A. de C.V.) e o complexo de produção do Grupo Televisa localizados na cidade do México. Nele encontra-se a CEA (Centro de Educação Artística), também é sede da Produtora e Distribuidora Cinematográfica Videocine (antigamente Televicine). Nas suas instalações encontra-se também o Centro de Pós-produção da Televisa, um dos mais modernos do mundo. Porém são mais conhecidos como Estúdios de Televisão e Cinema, um dos mais antigos da Cidade do México.

## História
Juntamente com os Estúdios Churubusco-Azteca, os Estúdios da Televisa são os únicos que ainda estão em pé da época dourada da Cinematografia Industrial. Os Estúdios San Angel foram construídos por Jorge Stahl como estúdios de cinema. Em 1970 foi vendida a Família Azcárraga que ainda seguem sendo os proprietários dos estúdios a través da Rede Televisa.
O filme mexicano mais antigo que acreditasse que foi gravado nos estúdios foi Mi Campeón, com Joaquin Pardavé lançada em 1952. Por volta de 60 filmes foram produzidos nos estúdios até 1969. Em 1968 Televisión Independiente de México (TIM) começou a trabalhar nos estúdios. A propriedade dos estúdios e da Família Ázcárraga donos da Rede Televisa.
Sob a operação da Rede Televisa, os estúdios tornaram-se um dos mais importantes do México e o mais famoso no mundo inteiro.
O Terremoto de 1985 ocasionou que parte dos Estúdios Televisa Chapultepec viessem a baixo afetando parte dos Estúdios, dois programas que eram exibidos desde Chapultepec (Em Família e Siempre en Domingo) tiveram que ser trasladados permanentemente a Televisa San Angel. Todos os funcionários da Televisa Chapultepec que trabalhavam até o Terremoto, atualmente trabalham na Televisa San Angel.

## O Complexo
Televisa San Angel está dividido em 16 estúdios digitais conhecidos como "foros".
Desde 2010 os estúdios estão capacitados para a Alta Definição (HD).
Cada estúdio mede 900 metros quadrados. 
O Centro de Pós-produção é um dos mais avançados e tecnológicos do mundo com tecnologia digital e HD, e conta com 10 ilhas de Edição. Televisa San Angel digitalizou todo o conteúdo que produziu até o momento para eliminar as fitas.
Na sede são gravados em torno de 15 Telenovelas e seriados de Televisão por ano, além de que conjuntamente são produzidos filmes.
Televisa San Angel conta com 5 estúdios de gravação de áudio e 3 suítes de mixagem.
Devido ao pouco espaço na sede, os Estúdios não possuem cidade cenográfica como no caso da Rede Globo, RecordTV, SBT, etc. Os produtores preferem gravar em locações para mostrar a beleza natural das locações. Também e costume que se alugue mansões, casas, estancias para gravação exterior. O interior e gravado nos estúdios, a cenografia pode ser igual ou diferente da casa de locação.
Trinta produtores que trabalham na televisa possuem oficinas na sede.
Na porta de ingresso aos estúdios encontra-se a Praça Televisa que homenageia todos os produtores, diretores, atores e funcionários que trabalharam na Televisa total ou parcial pelo período de até 30 anos.